# マルタ・ロバン
マルタ・ロバン（Marthe Robin、1902年3月13日 - 1981年2月6日）は、カトリック教会信者および神秘主義者である。長期にわたって飲食物を摂らず、聖体を摂取するのみで生き続けたとされ、身体に聖痕が具現化していた。黙想所「愛と光の家」（Foyer de Charite）の創始者でもある。

## 生涯
フランス南東部の小村シャトーヌフ＝ド＝ガロール (en:Châteauneuf-de-Galaure) の農家に生まれ、学校を卒業した後は畑仕事を手伝ったり、家畜の世話をしたりして暮らしていた。16歳のときに健康を害し、徐々に病状が進行して21歳のときには寝たきりとなった。このような苦境の中でも神に対する信仰心は増してゆき、23歳となったロバンは、自分の持っていたすべての能力を主へ捧げることを決意した。アメリカのカトリック教会系ケーブルテレビEWTN（en:Eternal Word Television Network）によると、彼女は多年にわたって聖体以外の飲食物を摂ることはなかったという。
また、睡眠をとることもなく、約50年にわたって毎週イエス・キリストのアゴニア（臨終の苦しみ）を追体験していた。
1928年、フランシスコ会の第3会（在俗会）に入会した。1936年には「愛と光の家」を創立した。ロバン自身は、シャトーヌフ＝ド＝ガロールから一生涯離れることはなかったが、「愛と光の家」は、指導司祭や協力者たちの助力を受けて、世界の60以上の国に広まった。死後の1986年に列福調査が開始され、2014年、「英雄的聖徳」が認められ「尊者」となった。